# 相互保險公司
相互保險公司（英語：Mutual Insurance Company）是指不發行股票、以保戶互助的模式經營的保險公司。保戶就是公司的所有者及投資者，因此不需如一般保險公司為股東追求短期獲利的壓力，反而可以專心於企業經營，以長期經營的觀點，將獲利分紅給保戶、增加資產、厚實自我的償還能力。相對的，籌募資金較難是主要缺點。

## 簡介
相互保險公司的概念就是保險的起源。這種構想於17世紀晚期在英格蘭萌芽，但真正出現則是1752年由班傑明·富蘭克林在美國費城創立的「費城房屋火災保險互助會」（Philadelphia Contributionship for the Insurance of Houses From Loss by Fire），這也是美國第一家產物保險業者，至今仍然存在。
目前世界多數國家有採用相互保險公司制度，部分則是規範以合作社架構經營。只是自1990年代以來，部分相互保險公司為尋求資金穩定而走向「股份化」，轉型成與一般公司無異的股份制企業。